# Bengal Zachodni
Bengal Zachodni (ang. West Bengal, wym. [wɛst bɛŋˈɡɔːl]; bengalski পশ্চিম বঙ্গ, trb.: Pośćim Bongo, trl.: Paścim Baṅga; hindi पश्चिम बंगाल, trb.: Paśćim Bangal, trl.: Paścim Baṁgāl) – jeden ze stanów Indii, położony w jej północno-wschodniej części Indii nad Zatoką Bengalską. Jest to czwarty pod względem populacji stan Indii liczący w 2011 r. ponad 91 milionów mieszkańców. Część etno-lingwistycznego regionu Bengalu, główną grupą etniczną są Bengalczycy, głównie wyznawcy hinduizmu. Graniczy od wschodu z Bangladeszem, od północy z Nepalem i Bhutanem, a także z innymi indyjskimi stanami: Orisa, Jharkhand, Bihar, Sikkim i Asam. Stolicą stanu, a zarazem największym miastem jest Kolkata (Kalkuta). Geograficznie stan składa się z pagórkowatego przedpola Dardżylinskich Himalajów, delty Gangesu, regionu Rarh i nadmorskiego regionu Sundarbanów.
W II w. p.n.e. obszar Bengalu został włączony przez Aśokę do swojego imperium. W IV w. n.e. władzę nad Bengalem zdobyło imperium Guptów. Od XIII w. regionem rządzili sułtani, lokalni wielmoże lub podporządkowywały go sobie sąsiadujące państwa z subkontynentu indyjskiego. w XVIII w. region wszedł w skład Imperium Brytyjskiego. Kompania Wschodnioindyjska ugruntowała swoje wpływy w Bengalu w 1757 r. po Bitwie pod Palasi, a Kolkata (Kalkuta) stała się na wiele lat stolicą Indii Brytyjskich. Długotrwałe bliskie kontakty z brytyjską administracją doprowadziły do rozwoju zachodniej edukacji, nauki i reform społecznych w regionie, czyli tak zwanego renesansu bengalskiego. Bengal został podzielony na dwie części w czasie uzyskiwania przez Indie i Pakistan niepodległości w 1947 r.: na część wschodnią, która przypadła Pakistanowi (obecny Bangladesz) i część zachodnią, która pozostała przy Indiach jako stan. Pomiędzy 1977 a 2011 r. władzę w stanie sprawowali komuniści.
Jako jeden z głównych obszarów produkcji rolnej w Indiach, Zachodni Bengal zajmuje szóste miejsce pod względem wkładów do indyjskiego produktu krajowego netto. Dziedzictwo kulturowe stanu, oprócz różnych tradycji ludowych, obejmuje wybitnych autorów, w tym laureata literackiej nagrody Nobla Rabindranatha Tagore. Kolkata jest znana jako „kulturalna stolica Indii”. Bengal Zachodni różni się od innych regionów Indii dużą popularnością piłki nożnej i krykieta.

## Historia

### Okres antyczny i klasyczny
Na obszarze Bengalu odnaleziono narzędzia z epoki kamienia datowane na 20 000 lat temu. Według poematu epickiego Mahabharata w późnym okresie wedyjskim region był częścią Królestwa Vanga. W tym okresie na terytorium Bengalu istniały również królestwa Rarh, Pundravardhana i Suhma. Jednym z pierwszych zagranicznych odniesień do Bengalu jest wzmianka starożytnych Greków ok. roku 100 p.n.e. o ziemi nazywanej Gangaridai, która znajdowała się przy ujściu Gangesu. Prowadzono handel morski z obszarami dzisiejszej Birmy, Tajlandii, Półwyspu Malajskiego i Sumatry (tzw. Suvarnabhumi). Według kroniki Mahavamsa Vijaya, książę królestwa Vanga, podbił wyspę Cejlon i w 543 r. p.n.e. założył królestwo Sinhala.
Powstałe w VII w. p.n.e. królestwo Magadha, które istniało na obszarze dzisiejszego Biharu i Bengalu, było jednym z czterech głównych królestw Indii w czasie życia Wardhamana Mahawira, założyciela dźinizmu, oraz księcia Siddhartha, założyciela buddyzmu. W III w. p.n.e., pod panowaniem Aśoki z dynastii Maurjów państwo Magadha objęło znaczne obszary południowej Azji od Bengalu po Afganistan i częściowo Beludżystan. Od III do VI w. ne królestwo Magadha było częścią imperium Guptów.
Ówczesne teksty wspominają o dwóch niezależnych królestwach istniejących po upadku Imperium Guptów, ok. VI w. n.e.: Vanga (lub Samatata) oraz Gauda, jednakże szczegóły na ich temat nie są znane. Pierwszym wspomnianym z imienia niezależnym królem Bengalu był, rządzący na początku VII w. n.e., Szaszanka. W buddyjskich annałach jest on wspominany jako nietolerancyjny, prześladujący Buddystów, hinduski władca. Zamordował on króla Rajyavardhana, buddyjskiego władcę Thanesar, doprowadził do ścięcia drzewa Bodhi oraz zastępował posągi Buddy lingami Śiwy. Po okresie anarchii począwszy od VIII w., przez ok. 4 wieki, region był rządzony przez dynastię Pala, zastąpioną później przez hinduistyczną dynastię Sena.
Pomiędzy rokiem 1021 a 1023 część Bengalu została podbita przez Radźendrę I z dynastii Ćola. Islam pojawił się po raz pierwszy w Bengalu w XII w., wraz z przybyciem sufickich misjonarzy. Proces nawracania na wiarę w Allaha był wzmacniany przez islamskich wojowników Ghazi, którzy wspierali budowę nowych meczetów, medres i chanaka. Pomiędzy rokiem 1202 a 1206 Muhammad bin Bakhtiyar Khilji, dowódca wojskowy Sułtanatu Delhijskiego najechał Bihar oraz Bengal aż po Rongpur, Bogrę i rzekę Brahmaputra. Mimo iż nie udało mu się trwale przejąć kontroli nad Bengalem pokonał Lakshmana Sena, którego synowie przejęli władzę nad znacznie okrojonym terytorium, a ich państwo, ze stolicą w pobliżu dzisiejszego Munszigondźo przetrwało do końca XIII w.

### Okres średniowiecza i wczesnej nowożytności
Kolejne podboje muzułmańskich władców przyczyniły się do rozprzestrzeniania się Islamu w regionie. Przez kolejne kilka setek lat Bengal był pod rządami kolejnych dynastii Sułtanatu Bengalskiego lub feudalnych panów z Sułtanatu Delhijskiego. W pierwszej połowie XV w. na 20 lat, w wyniku hinduskiego powstania, władzę w Bengalu przejął Radża Ganeśa. W XVI w. generał Islam Khan podbił Bengal i włączył go do państwa Wielkich Mogołów. Administracja imperium zezwalała na semi-niepodległość Bengalu pod rządami nababów z Murshidabadu, którzy akceptowali władzę Mogołów w Delhi. W czasie rządów Wielkich Mogołów w Bengalu powstało kilka niepodległych hinduskich państewek, m.in. w okolicy Dźoszohor i Bardhaman. W północnym Bengalu w XVI i XVII w. rosła we wpływy dynastia Koch, która zachowała swe znaczenie aż do czasu brytyjskiej epoki kolonialnej.

### Okres kolonialny
W XV w. nieliczni europejscy kupcy docierali do Bengalu. W 1757 r. Brytyjska Kompania Wschodnioindyjska w bitwie pod Palasi pokonała Siraj ud-Daulah, ostatniego niezależnego Nawab Bengalu. Po bitwie pod Buxarem w 1764 r., rok później Kompania uzyskała od cesarza Mogołów administrację i dochody z prowincji (subah) Bengalu. Prezydencja Bengalu została ustanowiona w 1765 r. Z czasem włączono do niej wszystkie kontrolowane przez Brytyjczyków terytoria na północ od Centralnych Prowincji (obecnie Madhya Pradesh), od ujścia Gangesu i Brahmaputry po Himalaje i Pendżab. Z powodu polityki podatkowej Kompanii w 1770 r. wielki głód w Bengalu pochłonął miliony istnień ludzkich. Kalkuta, będąca centralą Kompanii w Indiach, w 1773 r. została stolicą brytyjskich terytoriów w Indiach. Nieudane powstanie sipajów skierowane przeciwko Kompanii Wschodnioindyjskiej rozpoczęło się w 1857 r. w pobliżu Kalkuty i doprowadziło do przejęcia władzy w Indiach przez Koronę Brytyjską, w imieniu której rządzili Wicekrólowie Indii.
Renesans bengalski oraz ruchy reform społeczno-kulturalnych Brahmo Samadź znacząco wpłynęły na kulturalne i gospodarcze życie Bengalczyków. Wielki głód w Bengalu z roku 1943 pochłonął w trakcie II wojny światowej ok. 3 milionów ofiar. Bengalczycy odgrywali jedną z głównych ról w indyjskim ruchu niepodległościowym, w którym dominowały grupy rewolucyjne, takie jak Anushilan Samiti i Jugantar. Zbrojne wystąpienia przeciwko brytyjskiej władzy osiągnęły punk kulminacyjny na wieść o Subhas Czandra Bose prowadzącym Indyjską Armię Narodową przeciwko Brytyjczykom.

### Po uzyskaniu przez Indie niepodległości
W 1947 r., z uzyskaniem przez Indie niepodległości, Bengal został podzielony według kryterium religijnego. Zachodnia część została przy Indiach (została nazwana Bengalem Zachodnim), natomiast jego wschodnia część, jako prowincja Bengal Wschodni, weszła w skład Pakistanu (w 1956 r. została przemianowana na Pakistan Wschodni). W 1971 r. wschodni Bengal uzyskał niepodległość jako Bangladesz. W 1950 r. do Bengalu Zachodniego włączono Księstwo Cooch Behar. W 1955 r. dawna francuska enklawa Chandernagore, która po 1950 r. przeszła pod kontrolę indyjską, została włączona do Zachodniego Bengalu. Później również włączono fragmenty stanu Bihar. Po podziale Bengalu w 1947 r. zarówno jego wschodnia, jak i zachodnia część doświadczyła znacznych migracji ludności. Przesiedlenia uchodźców i związane z nimi kwestie długo odgrywały istotną rolę w polityce i kondycji społeczno-ekonomicznej obu części Bengalu. W latach 70. i 80. poważne niedobory prądu, strajki i działania ruchu Naksalitów uszkodziły znaczną część infrastruktury państwa i spowodowały okres gospodarczej stagnacji. Wojna o niepodległość Bangladeszu z 1971 r. spowodowała napływ dużej ilości uchodźców i trudności w zapewnieniu im godnych warunków. W 1974 r. epidemia ospy spowodowała śmierć tysięcy osób. Polityka Zachodniego Bengalu uległa zasadniczej zmianie w 1977 r. gdy lewicowy ruch kierowany przez Komunistyczną Partie Indii (Marksistowską) pokonał w wyborach Indyjski Kongres Narodowy i przejął władzę w stanie na następne trzy dekady.
Wprowadzona przez rząd centralny w połowie lat 90. liberalizacja gospodarcza spowodowała pojawienie się w Bengalu Zachodnim firm z branży technologii informatycznych i usług opartych na IT, a przez to ożywienie gospodarcze. Od połowy lat 2000. maoistowscy aktywiści zwiększyli aktywność w niektórych częściach stanu i przeprowadzali niewielkie ataki terrorystyczne. W kilku miejscach po kontrowersyjnym nabyciu gruntów przemysłowych wybuchły starcia z lokalnymi siłami porządkowymi. Problemy te doprowadziły w 2011 r. do porażki rządzącego Frontu Lewicy w wyborach do władz stanowych.

## Podział administracyjny
Stan Bengal Zachodni dzieli się na 23 dystrykty (okręgi):

| 1. Dardżyling, stolica: Dardżyling 2. Kalimpong, stolica: Kalimpong 3. Dźajpalguri, stolica: Dźajpalguri 4. Alipurduar, stolica: Alipurduar 5. Cooch Behar, stolica: Cooch Behar 6. Uttar Dinajpur, stolica: Raiganj 7. Dakshin Dinajpur, stolica: Balurghat 8. Malda, stolica: English Bazar 9. Birbhum, stolica: Suri 10. Murshidabad, stolica: Baharampur 11. Purulia, stolica: Purulia 12. Bankura, stolica: Bankura | 1. Paschim Burdwan, stolica Asansol 2. Purba Burdwan, stolica Bardhaman 3. Nadia, stolica: Krishnanagar 4. Hooghly, stolica: Chinsura 5. Howrah, stolica: Howrah 6. Kolkata, stolica: Kolkata (Kalkuta) 7. North 24 Parganas, stolica: Barasat 8. South 24 Parganas, stolica: Alipore 9. Paschim Medinipur, stolica Midnapore 10. Purba Medinipur, stolica Tamluk 11. Jhargram, stolica Jhargram |  |

## Demografia
Według spisu statystycznego z 2011 r. populacja stanu liczyła 91 176 115 mieszkańców, 46 809 027 mężczyzn i 44 467 088 kobiet. Na 1000 mężczyzn przypada 950 kobiet (dysproporcja się zmniejszyła w porównaniu z 2001 r., kiedy przypadały tylko 934 kobiety). W przeciągu 10 lat ilość ludności zwiększyła się o 13.84% (w 2001 r. populacja wynosiła 80 176 197 osób). W 2011 r. gęstość zaludnienia wynosiła 1028 osób/km². Szacuje się, że w 2017 r. populacja wynosi 97 757 000 osób.
Współczynnik analfabetyzmu w 2011 r. wynosił 23,74% społeczności stanu, 18,31% mężczyzn i 29,46% kobiet. Nieznacznie spadł w stosunku do 2001 r, kiedy wynosił 31,36%. 68.13% populacji mieszka na obszarach wiejskich, zaś 31.87% mieszka w obszarach zurbanizowanych.

## Religia
Według spisu powszechnego z 2011 r. większość, bo 70,54% ludności, wyznaje hinduizm. Na drugim miejscu jest Islam, wyznawany przez 27,01% ludności. Kolejne grupy wyznaniowe to: chrześcijanie – 0,72%, buddyści – 0,31%, wyznawcy dźinizmu – 0,07% i sikhowie – 0,07%.